# Paxton Whitehead
Francis Edward Paxton Whitehead (East Malling and Larkfield, 17 oktober 1937 – Arlington (Virginia), 16 juni 2023), was een Brits-Amerikaans televisie- en theateracteur, toneelregisseur en toneelschrijver.

## Biografie
Whitehead ging op zeventienjarige leeftijd acteren leren op de Webber Douglas Academy of Dramatic Art in Londen. Tijdens zijn studie begon hij te acteren in kleine theaters en trad bijna elke week op. In 1958 werd hij lid van de Royal Shakespeare Company.
Whitehead maakte in 1949 zijn debuut in het theater en speelde hierna in talloze toneelstukken in Engeland, Canada en Amerika zoals Hamlet (1958), Henry V (1963), Twelfth Night (1980), Camelot (1980) en Richard III (1985). Voor zijn rol in Camelot werd hij in 1981 genomineerd voor een Tony Award. Hiernaast heeft hij ook meerdere toneelstukken geregisseerd en geschreven.
Whitehead begon in 1974 met acteren voor televisie in de televisieserie Performance. Hierna heeft hij nog meerdere rollen gespeeld in televisieseries en films zoals Marblehead Manor (1987-1988), Dinosaurs (1992-1993), Ellen (1995-1996), Mad About You (1992-1999) en The West Wing (2000 en 2004).
Whitehead was getrouwd van 1971 tot en met 1986. In 1987 trouwde hij opnieuw en kreeg hieruit twee kinderen. Hij woonde in Irvine (Californië) met zijn vrouw en kinderen.
Whitehead overleed op 85-jarige leeftijd.

## Filmografie

### Films
Uitgezonderd korte films.
- 2011 The Importance of Being Earnest – als bisschop Canon Chasuble
- 2009 The Aristocrat – als Bob Wirtz
- 2001 Kate & Leopold – als oom Millard
- 1999 The Duke – als Basil Rathwood
- 1999 Wakko's Wish – als koning Salazar (animatiefilm)
- 1997 Rocketman – als Britse verslaggever
- 1996 London Suite – als dr. McMerlin
- 1995 Goldilocks and the Three Bears – als McReady
- 1994 Trick of the Eye – als Deane
- 1993 My Boyfriend’s Back – als rechter in de Hemel
- 1993 12:01 – als dr. Tiberius Scott
- 1993 The Adventures of Huck Finn – als Harvey Wilks
- 1992 Boris and Natasha – als Anton / Kreeger Paulovitch
- 1992 Nervous Ticks – als Chesire
- 1991 Rover Dangerfield – als Count (animatiefilm)
- 1991 An Inconvenient Woman – als Hector Paradiso
- 1991 Child of Darkness, Child of Light – als pastoor Rosetti
- 1990 Chips, the War Dog – als Smythe
- 1987 Baby Boom – als instructeur
- 1986 Jumpin' Jack Flash – als Lord Malcolm Billings
- 1986 Back to School – als dr. Phillip Barbay
- 1979 Riel – als McDougall

### Televisieseries
Uitgezonderd eenmalige gastrollen.
- 2000 – 2004 The West Wing – als Bernard Thatch – 2 afl.
- 1992 – 1999 Mad About You – als Hal Conway – 9 afl.
- 1998 Friends – als mr. Waltham – 2 afl.
- 1997 Liberty! The American Revolution – als Horace Walpole – 6 afl.
- 1995 – 1996 Ellen – als dr. Whitcomb – 3 afl.
- 1995 – 1996 Simon – als Duke Stone – 11 afl.
- 1992 – 1993 Dinosaurs – als sir David Tushingham – 2 afl.
- 1987 – 1988 Marblehead Manor – als Albert Dudley – 24 afl
- 1974 The Naked Mind - als ?? - 4 afl.

### Computerspellen
- 1999 Lands of Lore III – als Koning Richard

## Theaterwerk

### Acteur
- 2005 Absurd Person Singular – als Ronald – Broadway
- 2004 What the Butler Saw – als dr. Rance – Boston
- 2003 The Harlequin Studies – als Pantalone
- 2003 The Voysey Inheritance – als Pantalone – Philadelphia
- 2002 Where's Charley – als Mr. Spettigue – Williamstown
- 2001 The Circle – als Clive Champion-Cheney – Costa Mesa
- 2001 Twelfth Night – als Malvolio – San Diego
- 2001 Xanadu Live – als Man – Culver City
- 2000 Shadows of the Evening – als George Hilgay – New York
- 2000 A Song at Twilight – als sir Hugo Latymer – New York
- 1998 Rocky Horror Show – als verteller – Hollywood
- 1998 The Mask of Moriarty – Sherlock Holmes New Jersey
- 1997 Out of Order – als Richard Willey – Millburn
- 1986 Much Ado About Nothing – als Benedick – San Diego
- 1985 Richard III – als Hoofdrol – San Diego
- 1983 Noises Off – als Freddy – New York
- 1983 The Rivals – als Anthony Absolute – San Diego
- 1983 Heartbreak House – als Hector – Londen
- 1982 The Miser – als Harpagon – San Diego
- 1981 The Pirates of Penzance – als politiesergeant – Los Angeles
- 1980 Camelot – als Pellinore – New York en tournee Amerika
- 1980 Twelfth Night – als Malvadio – Philadelphia
- 1980 Thark – als Ronnie Gamble – Philadelphia
- 1980 The Trials of Oscar Wilde – als Hoofdrol – Alberta
- 1979 Travesties – als Henry Carr – Manitoba
- 1978 The Crucifer of Blood – als Sherlock Holmes – New York
- 1977 Thark – als Ronnie Gamble – Niagara-on-the-Lake
- 1976 The Bed Before Yesterday – als ?? – tournee Amerika
- 1976 The Millionairess – als Adrian – Niagara-on-the-Lake
- 1976 The Apple Cart – als Magnus – Niagara-on-the-Lake
- 1976 Arms and the Man – als Sergius – Niagara-on-the-Lake
- 1975 The Devil's Disciple – als Burgoyne – Niagara-on-the-Lake
- 1975 Habeas Corpus – als Canon Throbbing – New York
- 1974 Charley's Aunt – als Fancourt Babberley – Niagara-on-the-Lake
- 1973 Fanny’s First Play – als Savoyard – Niagara-on-the-Lake
- 1973 You Never Can Tell – als Valentine – Niagara-on-the-Lake
- 1971 Tonight at 8:30 – als hoofdrol – Niagara-on-the-Lake
- 1971 The Philander – als Charteris – Niagara-on-the-Lake
- 1970 Candida – als Bisschop Alexander Mill – New York
- 1970 The Brass Butterfly – als Keizer – New York
- 1970 Heartbreak House – als Hector Hushabye – Chicago
- 1970 The Chemmy Circle – als ?? – Washington D.C.
- 1970 Forty Years On – als Tempest – Niagara-on-the-Lake
- 1969 The Guardsman – als de acteur - Niagara-on-the-Lake
- 1969 The Doctor's Dilemma – als Dubedat - Niagara-on-the-Lake
- 1969 Hudson West Theatre – als Rondelay – New York
- 1969 Mark Taper Forum – als Chemin the Fer – Los Angeles
- 1968 Studio Arena Theatre – als tante van Charley – Buffalo
- 1968 The Chemy Circle – als Coustilliou - Niagara-on-the-Lake
- 1968 Heartbreak House – als Hector Hushabye - Niagara-on-the-Lake
- 1967 Major Brabara – als Adolphus Cusins - Niagara-on-the-Lake
- 1967 Arms and the Man – als Sergius - Niagara-on-the-Lake
- 1966 The Apple Cart – als Magnus - Niagara-on-the-Lake
- 1966 Misalliance – als Lord Summerhays - Niagara-on-the-Lake
- 1966 The Importance of Being Earnest – als John Worthing – Toronto
- 1965 The Public Eye – als Christoforou – Winnipeg
- 1965 Heartbreak House – als Randall Underwood – Winnipeg
- 1965 Major Barbara – als Adolphus Cusins – Cincinnati
- 1965 The Entertainer – als Archie Rice – Hartford
- 1964 The Rivals – als Jack Absolute – Boston
- 1964 My Fair Lady – als Henry Higgins – Lahaina
- 1964 The Country Wife – als Homer – Memphis
- 1963 Beyond the Fringe – als ?? – tournee Amerika
- 1963 King Lear – als koning van Frankrijk – Stratford
- 1963 Henry V – als Gower – Stratford
- 1963 A Doll's House – als Torvald Helmer – New York
- 1962 The Affair – als Gilbert Dawson-Hill – New York
- 1961 One Way Pendulum – openbare aanklager – New York
- 1961 Gramarcy Arts Theatre – als Gallows Humor – New York
- 1960 The Grass is Greener – Sellars – Bath en tournee Engeland
- 1960 Pygmalion – als Freddie – tournee Engeland
- 1958 Hamlet – als Francisco – Stratford en tournee Rusland
- 1956 All for Mary – als Alphonse – Eastbourne
- 1949 The Epilogue – als Kentisch Colt – Canterbury

### Toneelregisseur
- 1986 Beyond the Fringe – San Diego
- 1986 The Real Thing – Seattle
- 1982 Misalliance – Philadelphia
- 1973 Arms and the Man – Vancouver
- 1973 Widower's Houses - Niagara-on-the-Lake
- 1972 Charley's Aunt - Niagara-on-the-Lake
- 1972 Getting Married - Niagara-on-the-Lake
- 1972 Misalliance - Niagara-on-the-Lake
- 1971 The Sorrows of Frederick – Vancouver
- 1971 The Chemmy Circle – Vancouver
- 1970 The Secretary Bird – als Vancouver
- 1970 Forty Years On - Niagara-on-the-Lake
- 1969 A Flea in Her Ear – Boston
- 1968 The Chemmy Circle - Niagara-on-the-Lake
- 1967 The Circle - Niagara-on-the-Lake

### Toneelschrijver
- 1982 A Flea in Her Ear
- 1973 There's One in Every Marriage
- 1968 The Chemmy Circle

- Bibliothèque nationale de France: cb14238908v (data)
- Gemeinsame Normdatei: 1293547433
- International Standard Name Identifier: 0000 0000 3812 0316
- Library of Congress Control Number: n2001064813
- Nationale Bibliotheek van Israël: 987007454716705171
- SNAC: w6db86h7
- Virtual International Authority File: 33805919
- WorldCat: E39PBJwCYDGw6w9wRBjG8MFqcP